# Ms. Dewey
Ms. Dewey was onderdeel van een virale marketingcampagne voor Live Search van Microsoft. De campagne, die door het bedrijf nauwelijks actief werd gepresenteerd, werd gestart in oktober 2006.
De naam is afkomstig van de hoofdpersoon van de campagne, een jonge vrouw die acteerde in diverse kleine filmpjes waarmee het in Adobe Flash gemaakte zoekscherm wordt opgeleukt.
De rol van Ms. Dewey werd gespeeld door de actrice (van Nederlands-Indiase afkomst) Janina Gavankar. Zij becommentarieerde de zoekvragen en het kijkgedrag van de gebruiker als de gebruiker even niets doet. Voor deze campagne zijn ongeveer 600 filmpjes opgenomen in drie dagen tijd.
Sinds januari 2009 is de bij de campagne behorende website inactief.